# Zámbori Soma
Zámbori Soma (Szolnok, 1979. június 3. –) magyar színész, szinkronszínész, lelkész és politikai propagandista.

## Élete
A Színház- és Filmművészeti Egyetemen szerzett diplomát 2002-ben. A Radnóti Miklós Színházban és a szolnoki Szigligeti Színházban töltötte szakmai gyakorlatát. A Voyage Project elnevezésű nemzetközi színházi produkció tagja 2001 óta.
Játszott a Budapesti Kamaraszínházban, a szolnoki Szigligeti Színházban, a Bányató című filmben. Számos alkalommal szinkronizált, többek között Ashton Kutchert, Paul Bettanyt, Ryan Goslingot, Woody Harrelsont és Justin Timberlake-et. Leginkább a Psych – Dilis detektívek c. sorozat Shawn Spencerének és a Hősök című sorozatból Sylar szinkronhangjaként ismert.

## Filmjei
- Pepe (2022–2023)
- HHhH – Himmler agyát Heydrichnek hívják (2017)
- Jóban Rosszban (2015)[4]
- Hacktion: Újratöltve (2013)
- Tűzvonalban (2008)
- Bányató (2007)
- Vörös vihar (2006)[4]
- Barátok közt (2002–2003)
- Új faj (2001)[4]

## Szinkronszerepei

### Sorozatok
●A Gyűrűk Ura: A hatalom gyűrűi
- Rólunk szól: Jack Pearson
- Balfékek: Jeff Winger (2. hang)
- Futballista feleségek: Darius Fry
- A specialista: Szimat
- Zootropolis: Nick Wilde (felnőtt)
- CSI: New York-i helyszínelők: Danny Messer
- Így jártam anyátokkal: James Stinson
- Gyilkos elmék: Derek Morgan
- Derült égből család: Ryan Thomas
- Hősök: Sylar
- Psych – Dilis detektívek: Shawn Spencer
- Dokik: Dr. John 'J.D.' Dorian
- A fiúk a klubból: Michael Novotny
- Cobra 11: Jan Richter[5]
- NCIS: Los Angeles: Eric Beal
- Bűnös Chicago: Adam Ruzek
- Internátus: Hugo Alonso
- Scream Queens – Gyilkos történet: Chad Radwell
- Game Of Thrones – Trónok harca: Oberyn Martell
- Gotham: James Gordon
- Flash A Villám: Eobard Thawne
- A zűr közepén: Tom Diaz
- LoliRock: Gramorr (1. hang)
- Légió: David Haller
- Én és a lovagom: Narancs Henri
- Gorcsok és Gumblik: Tink
- S.W.A.T. Hondo őrmestert

### Filmek
| Cím                                         | Szerep                        | A szinkronizált színész |
| ------------------------------------------- | ----------------------------- | ----------------------- |
| Kiss Kiss (Bang Bang) (2000)                | Jimmy                         | Paul Bettany            |
| Dogville – A menedék (2003)                 | Tom Edison                    | Paul Bettany            |
| A főnököm lánya (2003)                      | Tom Stansfield                | Ashton Kutcher          |
| A szövetség (2003)                          | Tom Sawyer                    | Shane West              |
| Tucatjával olcsóbb (2003)                   | Hank                          | Ashton Kutcher          |
| A gyűrű átka (2004)                         | Giselher                      | Robert Pattinson        |
| Holtak hajnala (2004)                       | Bart                          | Michael Barry           |
| Multik haza! (2004)                         | Brad Stand                    | Jude Law                |
| A csajom apja ideges (2005)                 | Simon Green                   | Ashton Kutcher          |
| A tenger vadjai (2005)                      | Jared                         | Paul Walker             |
| A testvériség (2006)                        | Aaron Abbot                   | Kyle Schmid             |
| Marco Polo (2007)                           | Marco Polo                    | Ian Somerhalder         |
| Nem vénnek való vidék (2007)                | Carson Wells                  | Woody Harrelson         |
| Törés (2007)                                | Willy Beachum                 | Ryan Gosling            |
| Hét élet (2008)                             | Ezra                          | Woody Harrelson         |
| Love guru (2008)                            | Jacques 'Lö Tök' Grande       | Justin Timberlake       |
| Tintaszív (2008)                            | Dustfinger                    | Paul Bettany            |
| Star Trek (2009)                            | James T. Kirk                 | Chris Pine              |
| Blue Valentine (2010)                       | Dean                          | Ryan Gosling            |
| Száguldó bomba (2010)                       | Will                          | Chris Pine              |
| Véres románc (2010)                         | David Marks                   | Ryan Gosling            |
| Amerika Kapitány: Az első bosszúálló (2011) | Steve Rogers/Amerika kapitány | Chris Evans             |
| Barátság extrákkal (2011)                   | Dylan                         | Justin Timberlake       |
| A hatalom árnyékában (2011)                 | Stephen Meyers                | Ryan Gosling            |
| Hupikék Törpikék (2011)                     | Patrik Winslow                | Neil Patrick Harris     |
| Krízispont (2011)                           | Will Emerson                  | Paul Bettany            |
| Lopott idő (2011)                           | Will Salas                    | Justin Timberlake       |
| Őrült, dilis, szerelem (2011)               | Jacob                         | Ryan Gosling            |
| Bosszúállók (2012)                          | Steve Rogers/Amerika kapitány | Chris Evans             |
| Kémes hármas (2012)                         | Foster                        | Chris Pine              |
| A specialista (2013)                        | Szimat                        | Kirill Käro             |
| Jack Ryan: Árnyékügynök (2013)              | Jack Ryan                     | Chris Pine              |
| Sötétségben – Star Trek (2013)              | James T. Kirk                 | Chris Pine              |
| Vasember 3. (2013)                          | Eric Savin                    | James Badge Dale        |
| Amerika Kapitány: A tél katonája (2014)     | Steve Rogers/Amerika kapitány | Chris Evans             |
| Bosszúállók: Ultron kora (2015)             | Steve Rogers/Amerika kapitány | Chris Evans             |
| Kész katasztrófa (2015)                     | Steven                        | John Cena               |
| Apák és lányaik (2015)                      | Cameron                       | Aaron Paul              |
| Amerika Kapitány: Polgárháború (2016)       | Steve Rogers/Amerika kapitány | Chris Evans             |
| Rendes fickók (2016)                        | Holland March                 | Ryan Gosling            |
| Star Trek – Mindenen túl (2016)             | James T. Kirk                 | Chris Pine              |
| Zootropolis – Állati nagy balhé (2016)      | Nick Wilde (felnőtt)          | Jason Bateman           |
| Wonder Woman (2017)                         | Steve Trevor                  | Chris Pine              |
| Verdák 3. (2017)                            | Ronald                        |                         |
| Pókember: Hazatérés (2017)                  | Steve Rogers/Amerika Kapitány | Chris Evans             |
| Bosszúállók: Végtelen háború (2018)         | Steve Rogers/Amerika Kapitány | Chris Evans             |
| Bosszúállók: Végjáték (2019)                | Steve Rogers/Amerika Kapitány | Chris Evans             |
| Wonder Woman 1984 (2020)                    | Steve Trevor                  | Chris Pine              |
| Volt egyszer egy studio (2023)              | Nick Wilde                    | Jason Bateman           |
| Pókember: A pókverzumon át                  | Miguel O'Hara                 | Oscar Isaac             |
| Barbie (film)                               | Ken                           | Ryan Gosling            |
| A kaszkadőr (film, 2024)                    | Colt Seavers                  | Ryan Gosling            |
| Deadpool & Rozsomák                         | Fáklya (Johnny Storm)         | Chris Evans             |

### Anime/rajzfilm szinkronszerepei
- Bleach – Ichinose Maki
- Hot Wheels AcceleRacers – Kurt Wylde
- Madagaszkár 1., 2., 3. – Alex, az oroszlán
- A Madagaszkár pingvinjei – Alex (Dr. Fújlyuk visszatérő bosszúja 1-2.rész című epizód)
- MadagaszKarácsony – Alex
- Páncélba zárt szellem – Togusa (2. hang)
- Pokémon: Diamond and Pearl
- Rango – további magyar hang
- Sabrina – Harvey Kinkle
- South Park – Nagyobb, hosszabb és vágatlan – Terrance Henry Stoot (2. hang)
- Yu-Gi-Oh! – Yugi Moto szelleme (mozifilm)
- Zootropolis – Állati nagy balhé – Nick Wilde
- Attack on Titan (internetes rövidfilm) – Levi Ackerman[6]

### Videojáték
- League of legends – Kayn
- Detroit: Become Human - Gavin Reed

## CD-k, hangoskönyvek
- Turczi István: Kezdet és vég – Történetek versben